# 冀浴泗
冀浴泗（？—1948年3月20日）。山西人。民國37年（1948年）在山西省第二選區當選第一屆立法委員。

## 生平[2]
- 山西大學畢業
- 在太原鋼鐵廠服務有年
- 民國35年6月，中國青年黨太原辦事處在文廟巷成立，任主任
- 民國37年1月，中國青年黨山西省黨部執行委員會，任執行委員兼獎懲處處長[3]
- 民國37年，當選立法委員，當選後月餘，未及就職卽行逝世，由張志智遞補[4]